# Карл Гуте Јански
Карл Гуте Јански (енгл. Karl Guthe Jansky; Територија Оклахома, 22. октобар 1905 — Ред Банк, 14. фебруар 1950) је био амерички физичар значајан за откриће радио таласа који долазе из правца Млечног пута 1931. године. Због тога, сматра се оцем радио астрономије.

## Детињство и младост
Карл Јански је рођен у Оклахоми, где му је радио отац Сирил М. Јански. Мајка му је била францускиња енглеског порекла, Нели Моро.
Јански је похађао колеџ у Висконсину где је дипломирао 1927. године. Запослио се у Беловим лабораторијама 1928. у Њу Џерзију.

## Радио астрономија
У Бел лабораторијама Јански је изградио антену дизајнирану да прима радио таласе фреквенције 20,5 MHz (таласне дужине од око 14,6 метара). Антена је могла да се ротира у било ком правцу, била је широка 30 метара и 6 метара висока.
Јански је детектовао непознати сигнал чији је интензитет у току дана једном растао и једном опадао, што га је после годину дана истраживања навело да закључи да сигнал потиче са Сунца. Пратио је сигнал пар месеци, међутим, сигнал више није долазио из тачног правца Сунца. Јански је одредио период сигнала на 23 часа и 56 минута, што је један сидерички период ротације Земље а мери се по ротацији звезда. Касније, Јански је схватио да добијени сигнал потиче од Млечног пута а најјачи је у центру галаксије.